# 59238 Lilin
59238 Lilin è un asteroide della fascia principale interna. Scoperto nel 1999, presenta un'orbita caratterizzata da un semiasse maggiore pari a 2,398969 UA e da un'eccentricità di 0,170735, inclinata di 1,928217° rispetto all'eclittica. Ha un diametro di 1,962 km, un periodo di rotazione di 2,64 ore e un'albedo di 0,220.
Fa parte della famiglia di asteroidi Massalia.